# Top Model Sverige (mùa 3)
Top Model Sverige, Mùa 3 là mùa thứ ba của chương trình truyền hình thực tế Thụy Điển. Trong đó một số phụ nữ tranh tài danh hiệu Sweden's Next Top Supermodel và một cơ hội để bắt đầu sự nghiệp của họ trong ngành người mẫu. Các thí sinh đã sinh sống và thi đấu tại Los Angeles là nơi được đặt cho cuộc thi. Sau khi Izabella Scorupco, host của chương trình trong năm trước kia, quyết định tập trung vào các khía cạnh khác trong sự nghiệp của mình, siêu mẫu Thụy Điển Caroline Winberg đã thay thế cô.
Người chiến thắng của cuộc thi này là Josefin Gustafsson, 21 tuổi từ Umeå. Giải thưởng của cô bao gồm: một hợp đồng người mẫu với IMG Models và lên trang bìa tạp chí Elle.

## Các thí sinh
(Tuổi tính từ ngày dự thi)
| Thí sinh           | Tuổi | Chiều cao               | Quê quán     | Bị loại ở | Hạng                    |
| ------------------ | ---- | ----------------------- | ------------ | --------- | ----------------------- |
| Eleonore Lilja     | 19   | 1,79 m (5 ft 10+1⁄2 in) | Stockholm    | Tập 3     | 10 (tước quyền thi đấu) |
| Fatou Khan         | 22   | 1,78 m (5 ft 10 in)     | Stockholm    | Tập 3     | 9                       |
| Izabell Hahn       | 19   | 1,81 m (5 ft 11+1⁄2 in) | Linköping    | Tập 4     | 8                       |
| Afnan Maaz         | 19   | 1,79 m (5 ft 10+1⁄2 in) | Lund         | Tập 5     | 7                       |
| Josefin Toomson    | 22   | 1,76 m (5 ft 9+1⁄2 in)  | Valdemarsvik | Tập 6     | 6                       |
| Jasmine Sjöberg    | 21   | 1,79 m (5 ft 10+1⁄2 in) | Göteborg     | Tập 7     | 5                       |
| Malin Ekholm       | 20   | 1,80 m (5 ft 11 in)     | Nora         | Tập 8     | 4                       |
| Pamela Olivera     | 17   | 1,77 m (5 ft 9+1⁄2 in)  | Stockholm    | Tập 9     | 3                       |
| Shams Ben-Mannana  | 17   | 1,75 m (5 ft 9 in)      | Malmö        | Tập 10    | 2                       |
| Josefin Gustafsson | 21   | 1,84 m (6 ft 1⁄2 in)    | Umeå         | Tập 10    | 1                       |

## Các tập

### Tập 1
Khởi chiếu: 21 tháng 1 năm 2013
Từ hơn 1000 cô gái đăng ký dự thi, 20 thí sinh bán kết đã được gặp nhau tại trạm xe buýt Cityterminalen để bắt đầu cuộc thi. Sau đó, họ được đưa tới một nhà kho ở ngoại ô Alby và được gặp ban giám khảo, trước khi Jonas đã kiểm tra kĩ năng catwalk của từng người để xem ai là người thể hiện tốt nhất và sẽ giành được tấm vé đầu tiên tới Los Angeles. Các cô gái sau đó đã được nghỉ ngơi tại khách sạn Gamla Stan và Caroline sau đó đã gọi điện cho các cô gái để thông báo rằng là Shams chính là thí sinh đầu tiên sẽ được tới Los Angeles.
Ngày hôm sau, các cô gái đã được đánh thức dậy sớm cho buổi chụp hình đầu tiên trong phong cách thời trang cao cấp, khi họ sẽ phải tự phối đồ cho mình trong 5 phút. Sau đó, họ đã được gặp ban giám khảo cùng với giám khảo khách mời là Andreas Kock & Maria Virgin và đã có một buổi phỏng vấn với họ. Vào buổi đánh giá đầu tiên, 9 cô gái nữa đã được chọn và 10 cô gái chung cuộc sẽ được đến Los Angeles để thi đấu.
- Nhiếp ảnh gia: Andreas Kock
- Khách mời đặc biệt: Maria Virgin

### Tập 2
Khởi chiếu: 28 tháng 1 năm 2013
10 cô gái được đưa tới Los Angeles và họ sau đó được di chuyển vào ngôi nhà chung của họ ở Venice Beach. Ngày hôm sau, họ được gặp Caroline và người mẫu Emina Cunmulaj và đã có một buổi học tạo dáng, trước khi được đưa tới cầu cảng Santa Monica cho thử thách tạo dáng trước mặt người đi đường.
Ngày tiếp theo, các cô gái đã có buổi chụp hình tiếp theo cho áo tắm Panos Emporio. Vào buổi đánh giá ngày hôm sau với sự xuất hiện giám khảo khách mời là Nigel Barker & Josh Otten, Josefin G. có tấm ảnh đẹp nhất nên sẽ nhận được một hợp đồng quảng cáo với Panos Emporio trị giá 300.000kr, còn Jasmine là thí sinh đầu tiên bị loại.
- Nhiếp ảnh gia: Nigel Barker
- Khách mời đặc biệt: Emina Cunmulaj, Panos Papadopoulos, Josh Otten

### Tập 3
Khởi chiếu: 4 tháng 2 năm 2013
9 cô gái còn lại được đưa tới tiệm salon Glo để nhận diện mạo mới. Một số người chấp nhận kiểu tóc mới của mình, nhưng không phải ai cũng vui vẻ và nhất là Eleonore khi cô không muốn cắt ngắn tóc của mình và từ chối nhận diện mạo mới của cô, dẫn đến việc Jonas và Caroline đã phải quyết định Eleonore nên rời khỏi cuộc thi. Quay về ngôi nhà chung, họ đã nhận được bất ngờ khi được gặp lại Jasmine, người bị loại ở tập trước, sẽ được quay trở lại cuộc thi. 
Ngày hôm sau, họ đã có buổi chụp hình chân dung hóa thân thành ngôi sao điện ảnh và được đeo trang sức kim cương trị giá gần 25.000.000kr, nhưng họ sẽ tạo dáng cùng với một con nhện tên là Gloria. Vào buổi đánh giá ngày tiếp theo với sự xuất hiện của giám khảo khách mời là Carson Kressley & Valentina Nourse, Josefin T. có tấm ảnh đẹp nhất còn Fatou là thí sinh tiếp theo bị loại.
- Nhiếp ảnh gia: Martin Kunert
- Khách mời đặc biệt: Corinne Henriksson, Carson Kressley, Valentina Nourse

### Tập 4
Khởi chiếu: 11 tháng 2 năm 2013
8 cô gái còn lại đã có một buổi đu xà và đã có thử thách khi họ làm các hành động đu dây để kiểm tra cách kiểm soát cơ thể, nhưng khi Pamela thực hiện thử thách thì cô đã làm một vài bước sai nên điều đó đã khiến cô bị ngã vào phần cổ và phải đưa đến bệnh viện.
Ngày hôm sau, họ đã có buổi chụp hình tiếp theo hóa thân thành nữ cao bồi, trong khi họ sẽ phải cưỡi trên một con bò tót điện. Các cô gái có một buổi chụp ảnh nơi họ trở trên một con bò điện. Vào buổi đánh giá ngày tiếp theo với sự xuất hiện của giám khảo khách mời là Emina Cunmulaj & Luiz Mattos, Josefin T. có tấm ảnh đẹp nhất còn Izabell là thí sinh tiếp theo bị loại.
- Nhiếp ảnh gia: Chistopher Smith
- Khách mời đặc biệt: Emina Cunmulaj, Luiz Mattos

### Tập 5
Khởi chiếu: 18 tháng 2 năm 2013
7 cô gái còn lại đã có một buổi casting giả để quảng cáo bàn chải đánh răng, khi họ phải học thuộc và nói lời thoại bằng tiếng Anh. Ngày hôm sau, họ được đưa tới tầng thượng của một tòa nhà cho buổi chụp hình tiếp theo cho Maybelline, khi họ phải tạo dáng trên bạt lò xo. Quay về ngôi nhà chung, các cô gái được cho cơ hội để gọi điện cho bạn bè và gia đình của họ lần đầu tiên kể từ khi bắt đầu cuộc thi.
Vào buổi đánh giá ngày tiếp theo với sự xuất hiện của giám khảo khách mời là Linda Mehrens & Ivan Bart, Shams có tấm hình đẹp nhất và sẽ được xuất hiện trong chiến dịch quảng cáo cho Maybelline, còn Afnan là thí sinh tiếp theo bị loại.
- Nhiếp ảnh gia: Neil Kirk
- Khách mời đặc biệt: Yogi Cameron, Linda Mehrens, Ivan Bart

### Tập 6
Khởi chiếu: 25 tháng 2 năm 2013
6 cô gái còn lại đã có một buổi học nhận thức được tầm quan trọng của việc thể hiện bản thân từ một huấn luyện viên truyền thông. Sau đó, họ đã có thử thách biểu diễn trước mặt khán giả.
Ngày hôm sau, họ đã có buổi chụp hình tiếp theo hóa thân thành những tay đấu vật lucha libre, khi họ sẽ phải tạo dáng cùng với 2 tên đấu vật. Vào buổi đánh giá ngày tiếp theo với sự xuất hiện của giám khảo khách mời là Janice Dickinson & Luiz Mattos, Malin có tấm ảnh đẹp nhất còn Josefin T. là thí sinh tiếp theo bị loại.
- Nhiếp ảnh gia: Janice Dickinson
- Khách mời đặc biệt: Luiz Mattos

### Tập 7
Khởi chiếu: 4 tháng 3 năm 2013
5 cô gái còn lại đã có một buổi học trang điểm từ chuyên gia trang điểm Linda Mehrens. Sau đó, họ đã có thử thách trang điểm theo kiểu ban đêm bên trong một chiếc taxi đang di chuyển lắc lư trên đường và người chiến thắng thử thách sẽ nhận được một chuyến đi cho 2 người tới New York đễ tham dự vào New York Fashion Week.
Ngày hôm sau, họ được đưa tới khách sạn Madonna Inn cho buổi chụp hình tiếp theo thể hiện phong cách Madonna. Vào buổi đánh giá ngày tiếp theo với sự xuất hiện của giám khảo khách mời là Tracey Morris & Aaron Newbill, Josefin G. có tấm ảnh đẹp nhất còn Jasmine là thí sinh tiếp theo bị loại.
- Nhiếp ảnh gia: Tracey Morris
- Khách mời đặc biệt: Linda Mehrens, Aaron Newbill

### Tập 8
Khởi chiếu: 11 tháng 3 năm 2013
4 cô gái còn lại đã có một buổi học về diễn xuất và được huấn luyện bởi Chris Carmack, trước khi có thử thách diễn xuất và người chiến thắng thử thách sẽ được hưởng một chuyến bay trực thăng qua Los Angeles.
Ngày hôm sau, họ được đưa tới hộp đêm Whisky A Go Go cho buổi chụp hình tiếp theo hóa thân thành những ngôi sao nhạc rock. Vào buổi đánh giá ngày tiếp theo với sự xuất hiện của giám khảo khách mời là Josh Otten & Mini Andén, Pamela có tấm ảnh đẹp nhất còn Malin là thí sinh tiếp theo bị loại.
- Nhiếp ảnh gia: Bell Soto
- Khách mời đặc biệt: Chris Carmack, Josh Otten, Mini Andén

### Tập 9
Khởi chiếu: 18 tháng 3 năm 2013
3 cô gái còn lại đã có một buổi casting cho 4 nhà thiết kế. Ngày hôm sau, Caroline đến gặp các cô gái và đưa họ tới một phòng tập gym cho một buổi tập thể dục. Sau đó, họ đã có buổi chụp hình tiếp theo tạo dáng với một con báo.
Vào buổi đánh giá ngày tiếp theo với sự xuất hiện của giám khảo khách mời là Patrik Andersson & Aaron Newbill, Josefin G. là thí sinh vào chung kết đầu tiên, Shams là thí sinh tiếp theo còn Pamela là thí sinh cuối cùng bị loại.
- Nhiếp ảnh gia: Patrik Andersson
- Khách mời đặc biệt: Aaron Newbill

### Tập 10
Khởi chiếu: 25 tháng 3 năm 2013
Josefin G. và Shams đã có thử thách chụp hình quảng cáo cho Ragdoll. Ngày hôm sau, họ đã thu dọn đồ đạc để rời khỏi ngôi nhà chung để quay trở về Stockholm. Ngày tiếp theo, họ đã có buổi chụp hình cuối cùng cho ảnh bìa tạp chí Elle. 
Ngày hôm sau, 2 cô gái đã được tập luyện cho phần catwalk của họ. Vào buổi đánh giá cuối cùng với sự xuất hiện của giám khảo khách mời là Hermine Coyet-Ohlén & Joanna Olsson, họ đã có buổi trình diễn thời trang cuối cùng trong những bộ váy haute couture được thiết kế bởi Lars Wallin trước mặt ban giám khảo. Kết quả cuối cùng, Josefin G. đã trở thành quán quân thứ ba của Top Model Sverige
- Nhiếp ảnh gia: Jonas Walla
- Khách mời đặc biệt: Cia Jansson, Lars Wallin, Hermine Coyet Ohlén, Joanna Olsson

### Tập 11
Khởi chiếu: 1 tháng 4 năm 2013
Đây là tập ghi lại khoảnh khắc của chương trình từ đầu cuộc thi. Chương trình còn chiếu thêm những cảnh chưa được tiết lộ của chương trình.

## Thứ tự gọi tên
| Thứ tự | Tập        | Tập        | Tập        | Tập        | Tập        | Tập        | Tập        | Tập        | Tập        | Tập        |  |
| Thứ tự | 1          | 2          | 3          | 4          | 5          | 6          | 7          | 8          | 9          | 10         |  |
| ------ | ---------- | ---------- | ---------- | ---------- | ---------- | ---------- | ---------- | ---------- | ---------- | ---------- |  |
| 1      | Shams      | Josefin G. | Josefin T. | Josefin T. | Shams      | Malin      | Josefin G. | Pamela     | Josefin G. | Josefin G. |  |
| 2      | Afnan      | Fatou      | Shams      | Malin      | Josefin G. | Josefin G. | Shams      | Shams      | Shams      | Shams      |  |
| 3      | Eleonore   | Afnan      | Jasmine    | Pamela     | Jasmine    | Jasmine    | Pamela     | Josefin G. | Pamela     |            |  |
| 4      | Fatou      | Izabell    | Izabell    | Shams      | Pamela     | Shams      | Malin      | Malin      |            |            |  |
| 5      | Izabell    | Eleonore   | Pamela     | Jasmine    | Josefin T. | Pamela     | Jasmine    |            |            |            |  |
| 6      | Jasmine    | Pamela     | Josefin G. | Afnan      | Malin      | Josefin T. |            |            |            |            |  |
| 7      | Josefin G. | Malin      | Afnan      | Josefin G. | Afnan      |            |            |            |            |            |  |
| 8      | Josefin T. | Shams      | Malin      | Izabell    |            |            |            |            |            |            |  |
| 9      | Malin      | Josefin T. | Fatou      |            |            |            |            |            |            |            |  |
| 10     | Pamela     | Jasmine    | Eleonore   |            |            |            |            |            |            |            |  |

     Thí sinh bị loại
     Thí sinh bị tước quyền thi đấu
     Thí sinh chiến thắng cuộc thi
- Tập 1 là tập casting. Shams được tự động tiến vào top 10 vì có màn thực hiện tốt nhất trong suốt cuộc trình diễn thời trang ở đầu tập phim. Thứ tự gọi tên không theo màn thể hiện của các thí sinh trong tuần đó.
- Trong tập 3, Eleonore đã bị tước quyền thi đấu vì đã từ chối diện mạo mới của mình. Jasmine trở lại cuộc thi để thay thế cô.
- Tập 11 là tập ghi lại khoảnh khắc.

### Buổi chụp hình
- Tập 1: Thời trang cao cấp trên đường phố Stockholm (casting)
- Tập 2: Ảnh trắng đen tạo dáng trong áo tắm Panos Emporio
- Tập 3: Ảnh chân dung vẻ đẹp với kim cương và nhện
- Tập 4: Nữ cao bồi trên bò tót điện
- Tập 5: Tạo dáng trên bạt lò xo cho Maybelline
- Tập 6: Đấu vật
- Tập 7: Phong cách Madonna
- Tập 8: Ca sĩ nhạc rock
- Tập 9: Tạo dáng trên cánh đồng hoang với con báo
- Tập 10: Ảnh bìa tạp chí Elle